# Britonia

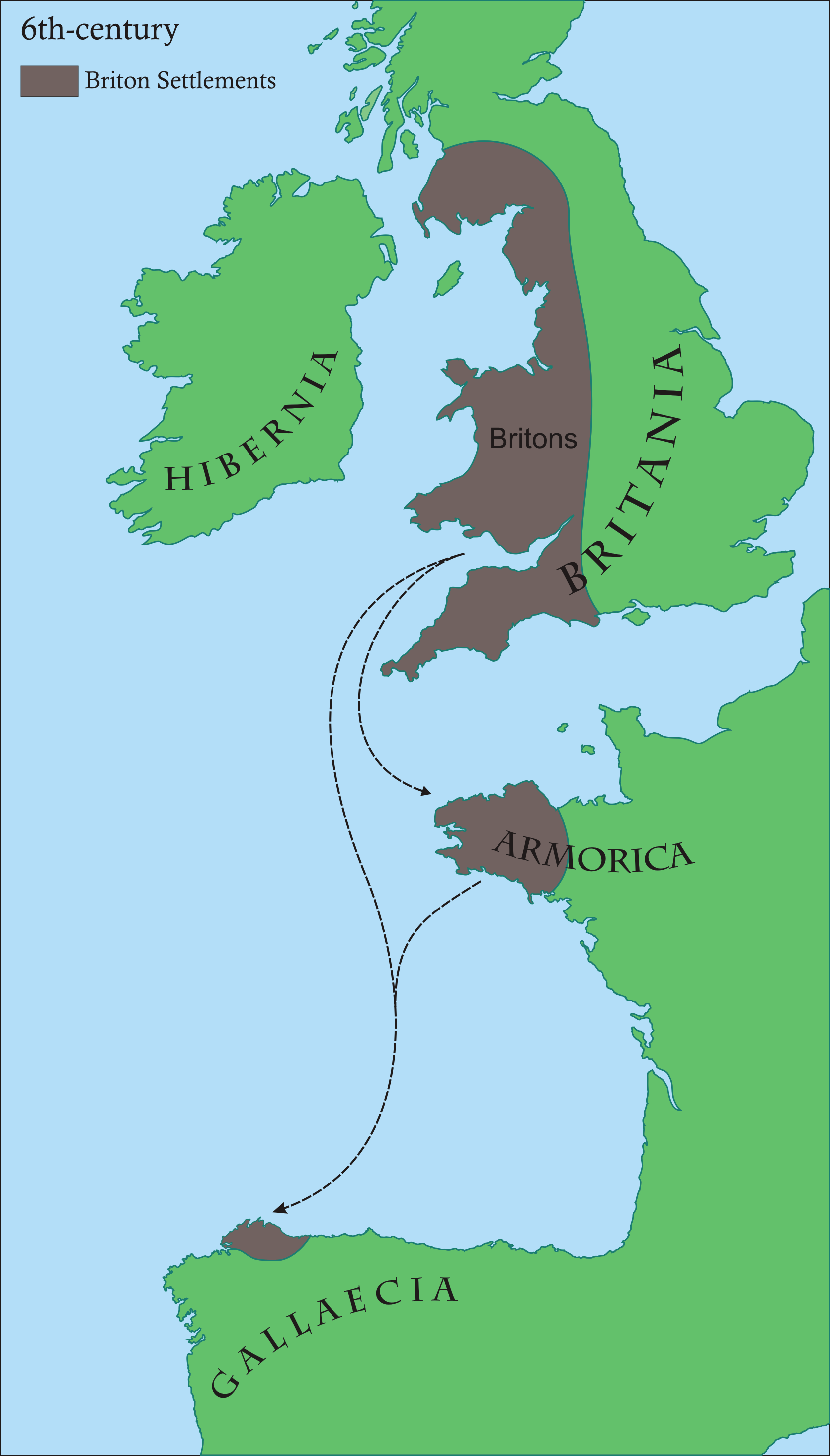
Carte des migrations bretonnes au VIe siècle.

Britonia est le nom historique d'un évêché établi en Gallaecia (province romaine, correspondant au territoire actuel de la Galice), au nord-ouest de la péninsule ibérique, à la fin des Ve et VIe siècles par des Britto-romains qui fuyaient les Anglo-saxons venus conquérir l'île de Bretagne,.

## Présentation

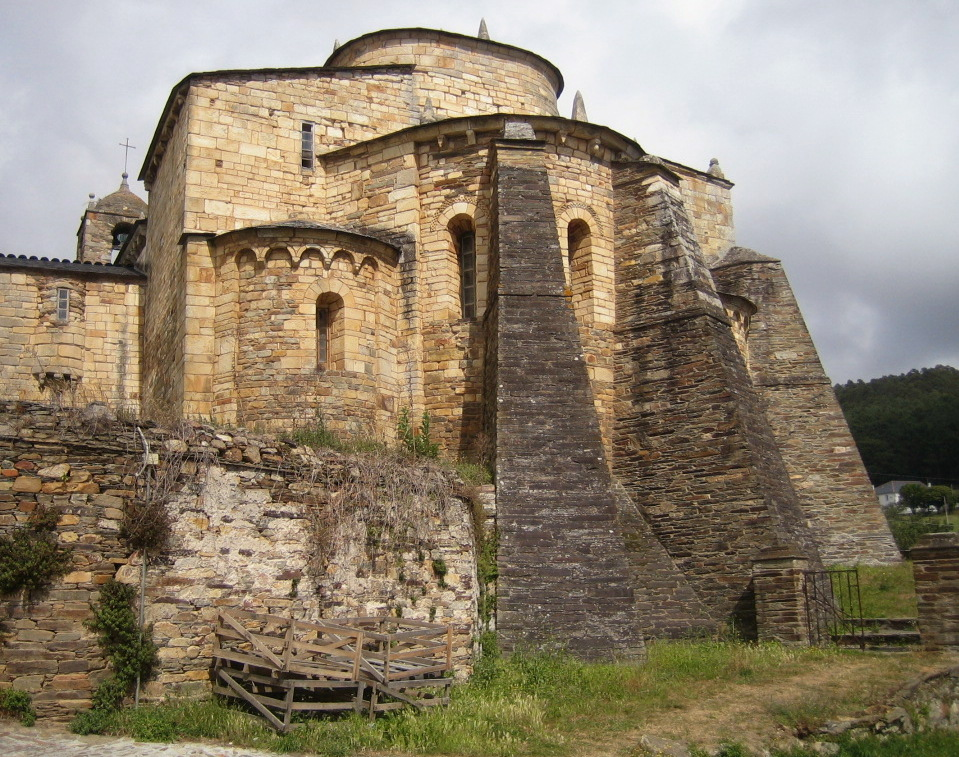
Basilique Saint-Martin de Mondoñedo, ancien Monastère de Britonia

Un groupe de colons bretons, peut-être uniquement des clercs, fondèrent Britonia dans la seconde moitié du Ve siècle, entre 460 et 500 apr. J.-C.,. Le peu que l'on connaisse de Britonia est déduit de son histoire religieuse. Elle a eu l'honneur de jouir pendant deux à trois siècles du titre de cité épiscopale. La colonie bretonne a été reconnue lors du premier concile de Lugo en 569 et un évêché indépendant fut mis en place,.

« XIII. Diocese de Britonia: 
Ad sedem Britonorum ecclesias (Santa María de Bretoña, A Pastoriza) que sunt intro Britones una cum monasterio Maximi  (Saint Martin de Mondoñedo  à Foz) et que in Asturiis sunt." »

— Concile de Lugo, DAVID, Pierre (1947). Études historiques sur la Galice et le Portugal du VIe au XIIe siècle, págs. 19-82. Instituto de Estudos Históricos Dr António de Vasconcelos, Coimbra. 
Par ce document l'on apprend que l'évêché de Britonia est constitué d'une église à Santa Maria de Britonia et d'un monastère, Mailoc, est son évêque et a signé l’acta au Deuxième concile de Braga en 572,, (il figure peut-être déjà au Premier concile de Braga de l'année 561 sous le nom de Maliosus). La colonie celtique bretonne a été rapidement intégrées et son adhésion au rite celtique n'a duré que jusqu'au quatrième concile de Tolède en 633 où fut imposé le rite wisigoth, dans la liturgie d'Hispania. On ne trouve d'ailleurs aucune trace, ni linguistique, ni archéologique d’une quelconque influence celtique brittonique.
La cité de Britonia était entourée d'une enceinte de deux lieues, de remparts et d'un double fossé . Britonia a existé au moins jusqu'en 830, lorsque la région a été soumises aux invasions arabes, saccagée, elle fut désertée pendant bon nombre d'années, « Sedes Britoniensis ab Ismahelitis destructa et inhabitabilis facta est, » disait le roi Alphonse II des Asturies dans un diplôme en 830. L'évêché de Britonia a cependant perduré jusqu'au concile d'Oviedo en 900. Il a finalement été fusionné avec le diocèse de Mondoñedo-Ferrol. Mais le nom de Britonia n'a pas disparu de la carte de l'Espagne pour autant, c'est ce qu'on lit dans la division des provinces d'Espagne sous le roi wisigoth Wamba. Il est resté attaché au bourg ou pueblo de Bretoña, aliàs Santa-Maria-de-Bretoña. Située au sud de Zoñánde à Mondoñedo, sur les pentes de la montagne où prend sa source le Miño, l'un des principaux fleuves du Portugal, cette localité continua à occuper tout l'emplacement de l'ancienne cité de Britonia,.

## Évêques successifs
- Mailoc : il est le seul évêque à porter un nom d’origine celtique (brittonique)[16] Maglācos. Il assista au deuxième concile de Braga en 572, et signa « Mailoc, Britanorum ecclesiae episcopus »[17].
- Metopius : Il assista, avec le prêtre Matericus, au VIe concile de Tolède vers 633, et signa : « Metopius, Britannensis ecclesiae episcopus »[18].
- Sona ou Sonna ou Sonanius. Il a assisté à plusieurs conciles tenus dans la même ville entre 645 et 660, dont au VIIe concile de Tolède en 646 et signe : « Sona, Britannensis ecclesiae indignus episcopus »[19].
- Susa : aurait participé au VIIIe concile de Tolède en 653. Il s'agit peut-être de Sona !
- Bela : Il fut l'un des pères du troisième concile de Braga en 675[20].
- Theodesindus : il assista, comme titulaire d'un ancien siège épiscopal, à la consécration de l'église de Compostelle vers 871 et au concile d'Oviédo vers 872[21].